# Rue Didienne
La rue Didienne est une voie de Nantes, en France.

## Situation et accès
Située dans le centre-ville de Nantes, la rue Didienne est une artère bitumée, ouverte à la circulation automobile sur la plus grande partie de son tracé depuis l'allée des Tanneurs, alors qu'à son extrémité ouest, elle se termine par des escaliers permettant d'accéder à la rue Léopold-Cassegrain et sur lesquels débouche la « ruelle du Petit-Bourgneuf », prolongation piétonnière de la rue du Bourgneuf.

## Historique
Avant le percement de la rue Léopold-Cassegrain, cette voie était plus longue qu'elle ne l'est aujourd'hui, puisqu'au delà des escaliers situés à son extrémité ouest, elle poursuivait son tracé jusqu'au sud de la « rue Saint-Similien », voie intégrant l'actuelle rue Léon-Jamin et qui aboutissait place de Bretagne, en traversant l'espace occupé aujourd'hui par la Poste.
La voie s'appela naguère « rue Dubois » et aussi « rue Brancas ».